# Zdzisław Karpiński (weterynarz)
Zdzisław Zygmunt Karpiński ps. Wicher, Zdzisław Leżachowski (ur. 14 lutego 1890 w Leżachowie, zm. w 1940 w ZSRR) – major lekarz weterynarii Wojska Polskiego, kawaler Orderu Virtuti Militari, doktor medycyny weterynaryjnej, dyrektor rzeźni miejskiej we Lwowie w latach 1931–1939, ofiara zbrodni katyńskiej.

## Życiorys
Urodził się 14 lutego 1890 roku w Leżachowie, w rodzinie Michała i Joanny z Waligórskich. Po ukończeniu gimnazjum w Jarosławiu podjął w 1911 roku studia na Akademii Medycyny Weterynaryjnej we Lwowie. W latach 1912–1914 był członkiem Drużyn Strzeleckich we Lwowie. Od 1 sierpnia do 10 listopada 1914 roku pełnił służbę w austriackim 2 pułku artylerii, w charakterze jednorocznego ochotnika . 20 listopada 1914 roku wstąpił do 1 pułku ułanów Legionów Polskich, służył na froncie. 15 października 1916 roku przeniesiono go do dowództwa Komendy II Brygady Legionów Polskich na stanowisko lekarza weterynarii. 1 stycznia 1917 roku został mianowany chorążym weterynaryjnym. 5 czerwca 1917 roku został awansowany na podporucznika weterynarza ze starszeństwem z 2 czerwca 1917 roku . Od 15 lutego 1918 roku wraz z II Brygadą walczył na Ukrainie, 11 maja 1918 roku w czasie bitwy pod Kaniowem dostał się do niewoli niemieckiej w Potoku. Po przewiezieniu do Białej Podlaskiej udało mu się uciec 1 lipca.
18 listopada 1918 roku wstąpił do Wojska Polskiego z przydziałem do 7 pułku Ułanów Lubelskich. Przeszedł cały szlak bojowy tego pułku, uczestnicząc we wszystkich jego walkach, jako zastępca dowódcy 1 szwadronu. W styczniu 1919 roku wrócił ze swoim szwadronem do Warszawy. W lutym 1919 roku został mianowany na dowódcę szwadronu cekaemów. 1 marca 1919 roku udał się wraz z pułkiem na Front Litewsko-Białoruski. W połowie listopada 1919 roku uzyskał otrzymał urlop na dokończenie studiów weterynaryjnych. Uzyskał dyplom lekarza weterynarii 1 kwietnia 1920 roku, po czym został przeniesiony z Korpusu Jazdy do Korpusu Lekarzy Weterynarii i skierowany do 7 pułku ułanów na stanowisko lekarza weterynarii.
Według stanu na 1 czerwca 1921 roku był przydzielony do Okręgowego Szpitala Koni Nr 6 ze skierowaniem do 7 pułku ułanów. 3 maja 1922 roku został zweryfikowany w stopniu majora ze starszeństwem od 1 czerwca 1919 roku i 43. lokatą w korpusie oficerów weterynaryjnych (lekarzy weterynaryjnych). W 1923 roku był przydzielony z Kadry Okręgowego Szpitala Koni Nr 10 w Przemyślu do 24 pułku artylerii polowej w Jarosławiu na stanowisko starszego lekarza weterynarii pułku. Z dniem 31 marca 1924 roku został przeniesiony do rezerwy i przydzielony w rezerwie do Kadry Okręgowego Szpitala Koni Nr 10 w Przemyślu. W 1934, jako oficer rezerwy pozostawał w ewidencji Powiatowej Komendy Uzupełnień Jarosław. 
Po zakończeniu służby wojskowej pracował jako miejski lekarz weterynarii w Jarosławiu (ulica Nad Sanem 45), a od roku 1931 (albo od 1935) jako dyrektor rzeźni miejskiej we Lwowie (do 1939). W 1930 lub 1933 roku obronił pracę doktorską na Wydziale Medycyny Weterynaryjnej we Lwowie. Był aktywnym członkiem Oddziału Lwowskiego Zrzeszenia Lekarzy Weterynaryjnych RP.
Został zamordowany w 1940 roku przez NKWD. Jego nazwisko figuruje na Ukraińskiej Liście Katyńskiej. Został pochowany na otwartym w 2012 roku Polskim Cmentarzu Wojennym w Kijowie-Bykowni.
Zdzisława Karpiński był żonaty z Anną, z którą miał trzech synów: Jerzego, Wiesława i Janusza. Rodzina majora została deportowana w głąb Rosji. Jerzy zginął z wycieńczenia i choroby szukając matki i braci. Dotarł chory do matki, która przebywała wtedy w Chu w Kazachstanie. Niestety następnego dnia w wigilię Świąt Bożego Narodzenia 1941 roku umarł na jej rękach. Pochowany w Chu. Żona Anna i dwaj synowie Wiesław i Janusz z Armią gen. Andersa wyszli z ZSRR do Iranu a stamtąd do Wielkiej Brytanii. Walczyli jako lotnicy do końca wojny. Ponieważ po wojnie nie było w Anglii miejsca dla Polaków, więc emigrowali do Kanady i po kilku latach sprowadzili z Południowej Afryki matkę, która tam przeżyła wojnę. Janusz zmarł w 1999 roku w Bethlehem, Pennsylvania a Wiesław odszedł kilka lat później w Hannover w stanie Ontario.

## Awanse
- porucznik – 15 marca 1918 roku
- kapitan – przed 1 czerwca 1921 roku

## Ordery i odznaczenia
- Krzyż Srebrny Orderu Virtuti Militari nr 5423 – 17 maja 1922[14][15][16]
- Krzyż Niepodległości – 9 listopada 1931 „za pracę w dziele odzyskania niepodległości”[17][18][19]
- Krzyż Walecznych czterokrotnie[13] (po raz pierwszy w 1921)[20][21]
- Medal Zwycięstwa[22][23]
- Odznaka Pamiątkowa Więźniów Ideowych[24]